# Collected (компіляція)
Collected — компіляція американського ню-метал гурту Korn, видана 9 березня 2009 р. До релізу потрапили як відомі хіти так і прості пісні з альбомів.

## Список пісень
1. «Blind» — 4:21
2. «Helmet in the Bush» — 4:04
3. «Chi» — 3:56
4. «No Place to Hide» — 3:33
5. «Got the Life» — 3:46
6. «All in the Family» (з участю Fred Durst) — 4:50
7. «Beg for Me» — 3:56
8. «Wake Up» — 4:09
9. «Somebody Someone» — 3:48
10. «Hollow Life» — 4:11
11. «Beat It Upright» — 4:16
12. «Play Me» (з участю Nas) — 3:23